# 安利大楼

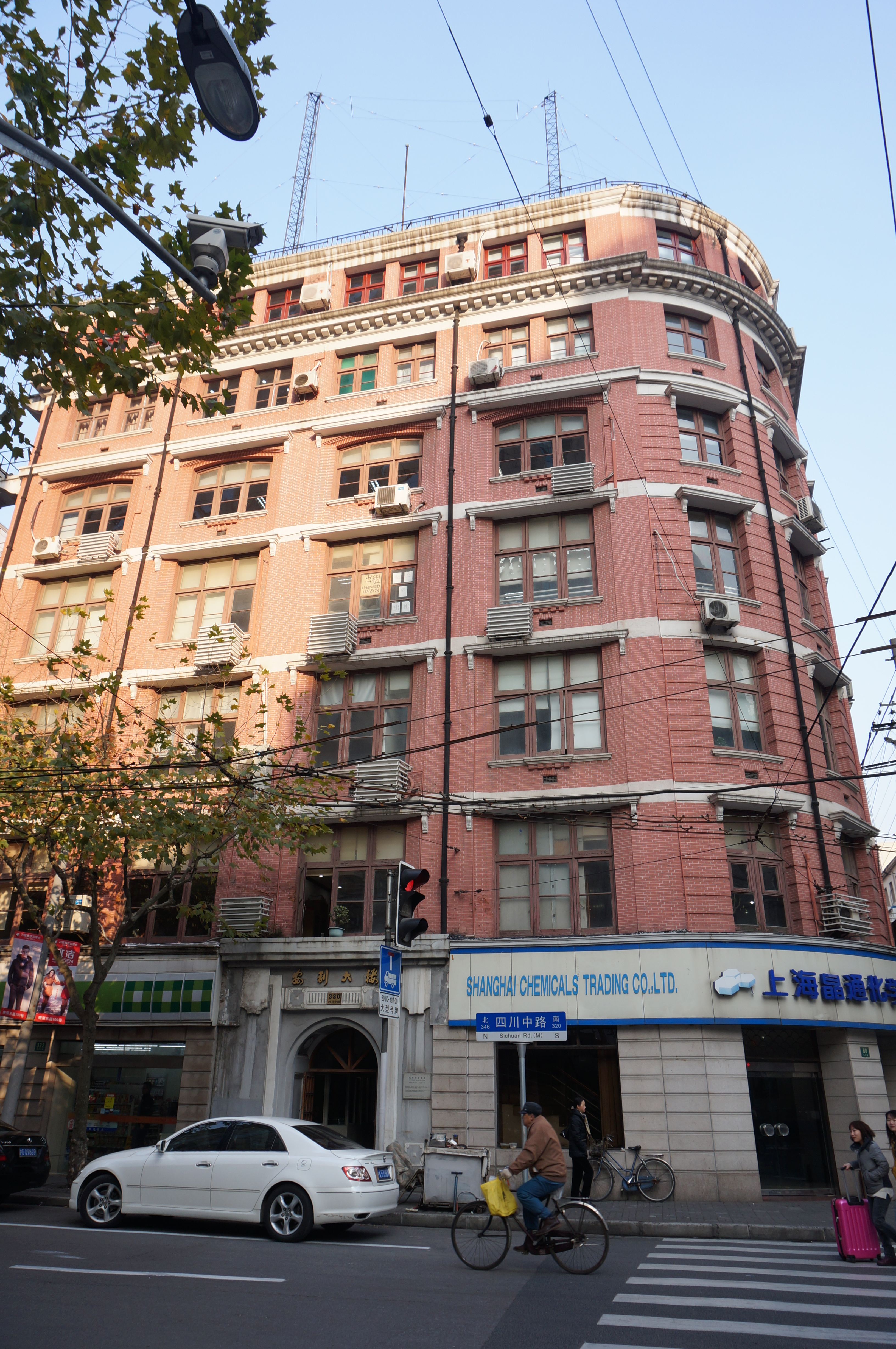
安利大楼

安利大樓（Arnhold Building）位于上海市四川中路320号，原为英商安利洋行。1907年5月奠基至1908年12月结构封顶。是一幢七层现浇钢筋混凝土大楼。房屋平面形式呈梯型，为简化的古典英式建筑。

## 历史
1933年，安利洋行因经营不善而破产，被犹太商人沙逊财团收购。
1959年，大楼由上海市房地产管理部门接管，上海船舶设计院等租用。